# Enceinte de Laval
L'enceinte de Laval est un ensemble de murailles érigées au XIIIe siècle pour protéger la ville de Laval, en Mayenne. Ces murailles ont été plusieurs fois remaniées, notamment au XVe siècle, puis ont été en grande partie détruites du XVIIIe au XIXe siècle.
Avec le château de Laval, les remparts formaient un puissant système défensif, comportant plusieurs portes ainsi qu'un grand nombre de tours. Plusieurs éléments ont échappé aux destructions, notamment une porte, des tours et des pans de murs.

## Situation
Les remparts de Laval ont été construits autour du château, sur un petit plateau dominant la Mayenne. L'enceinte ne se trouve que sur la rive droite de la rivière. La rive gauche, plus plane, n'a pas de grandes propriétés défensives et elle s'est urbanisée plus tard. La ville de Laval s'est cantonnée dans ses remparts jusqu'au XVe siècle, puis d'importants faubourgs sont apparus, notamment autour de la place de Hercé au sud, du prieuré Saint-Martin au nord, et de la rue du Pont-de-Mayenne sur la rive gauche. 
Néanmoins, le Pont Vieux est resté le seul point de franchissement sur la Mayenne jusqu'en 1814 et l'ouverture du Pont Neuf (actuel pont Aristide-Briand). Ainsi, jusqu'à cette date, tous les voyageurs empruntant la route reliant Paris à la Bretagne devaient traverser de la ville close. La construction du Pont Neuf est accompagnée par le développement d'un nouveau centre-ville au nord des remparts, avec des rues larges et rectilignes, et de vastes parcelles.
Ainsi, la zone autrefois protégée par les remparts ne constitue plus qu’une petite partie du centre de la ville actuelle.

## Histoire

Situation de la ville close par rapport aux limites communales actuelles, avec l'ancienne voie romaine Le Mans-Corseul en orange

Laval naît au XIe siècle avec la fondation du château. L'enceinte de ce dernier, en terre, englobe une vaste superficie s'étalant jusqu'à la cathédrale. Elle laisse toutefois de côté l'actuelle place Saint-Tugal, autour de laquelle naît le village du Bourg-Chevreau. Cette enceinte primitive est délaissée au XIIe siècle, lorsque le château est reconstruit en pierre sur une surface plus restreinte.
La petite ville de Laval se retrouve donc sans protection, et une nouvelle enceinte est construite au XIIIe siècle.
En 1407, pendant la Guerre de Cent Ans, Guy XII de Laval fait restaurer une partie des tours et des murs. Il commande aussi la construction d'un chemin de ronde sur mâchicoulis et de barbacanes devant les portes. 
Ces améliorations n'empêchent toutefois pas la prise de la ville par les Anglais en 1428. Ceux-ci avaient attaqué Laval par le sud, en prenant la porte Belot-Oisel, qui est condamnée vers 1430, après la libération de la ville par les Français.
Les remparts prennent leur forme définitive à la fin du XVe siècle, lorsqu'André de Lohéac fait construire la porte Renaise, accompagnée de la tour du même nom. L'ensemble compte alors 27 tours et 5 portes sur 1 100 mètres de murs. La surface ainsi fermée faisait plus de neuf hectares.
Au XVIe siècle, les techniques militaires changent avec la généralisation des canons à poudre, et les remparts médiévaux sont souvent améliorés par des bastions. Néanmoins, après l'union de la Bretagne à la France, Laval n'est plus située sur aucune frontière et le risque de combats y est très faible. Les remparts ne sont donc pas remaniés. Par ailleurs, des passages et des petites portes sont peu à peu percés dans les murs. 
Henri IV de France, après être monté sur le trône, fait détruire dans le Comté de Laval un grand nombre de maisons de campagne et châteaux garnis de murs et fossés, petits forts qui auraient pu servir encore de retraite à quelques restes de la Ligue. Les murailles de la ville de Craon qui lui avaient résisté pendant longtemps, et devant lesquelles ses généraux avaient reçu un échec, furent rasées. Il a aussi le dessein de détruire après la capitulation de Laval les murs de la ville, et donne ordre à Louis III de Montecler, de démanteler ses fortifications. Quelque temps après, une seconde lettre datée du 30 novembre 1594, lui ordonne de surseoir à ce premier ordre. 
Les destructions massives commencent au XVIIIe siècle, d'abord avec le comblement de plusieurs douves sous le maire Ambroise-Jean Hardy de Lévaré, puis avec la démolition de la porte de la Chiffolière et le désarmement du Pont Vieux, sur lequel se trouvait une porte, en 1779. La destruction de la porte Renaise est décidée en 1783. Ensuite, les démolitions se poursuivent sporadiquement au XIXe siècle, par exemple avec le percement de la rue des Éperons en 1843, qui entraîne la destruction de la porte Belot-Oisel.
Les portions de remparts restantes sont protégées à partir de 1930. Le premier élément inscrit Monument historique est la Tour Renaise. Ensuite, la Porte Beucheresse est classée en 1931 et la tour Belot-Oisel est inscrite en 1936. L'ensemble des remparts est finalement inscrit aux Monuments historiques en 1986.

## Vestiges
La Porte Beucheresse, c'est-à-dire « des bûcherons », est la seule porte encore visible. Elle date probablement du XIIIe siècle et possède deux tours identiques. Elle a été modifiée au début du XVe siècle, avec l'installation du chemin de ronde, puis au XIXe siècle lorsque des ouvertures modernes ont été percées sur les tours. Une des tours de la porte Belot-Oisel, détruite en 1843, est aussi préservée. Elle se trouve à l'extrémité d'une portion de mur comportant deux autres tours. Une deuxième portion, sur la partie nord, est également visible. Elle comporte quatre tours. Enfin, la Tour Rennaise, du XVe siècle, est accompagnée d'un pan de mur.

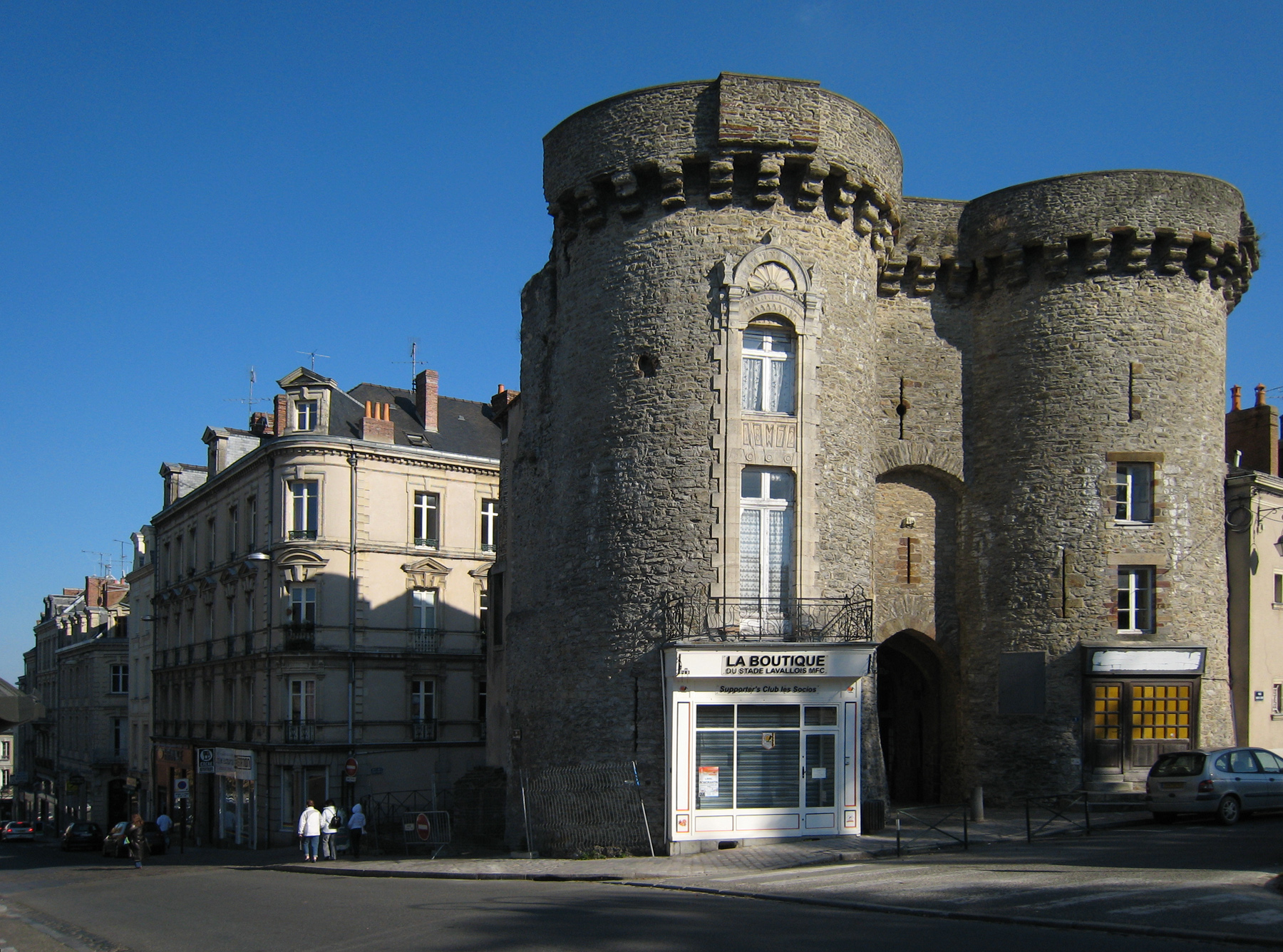
La Porte Beucheresse.
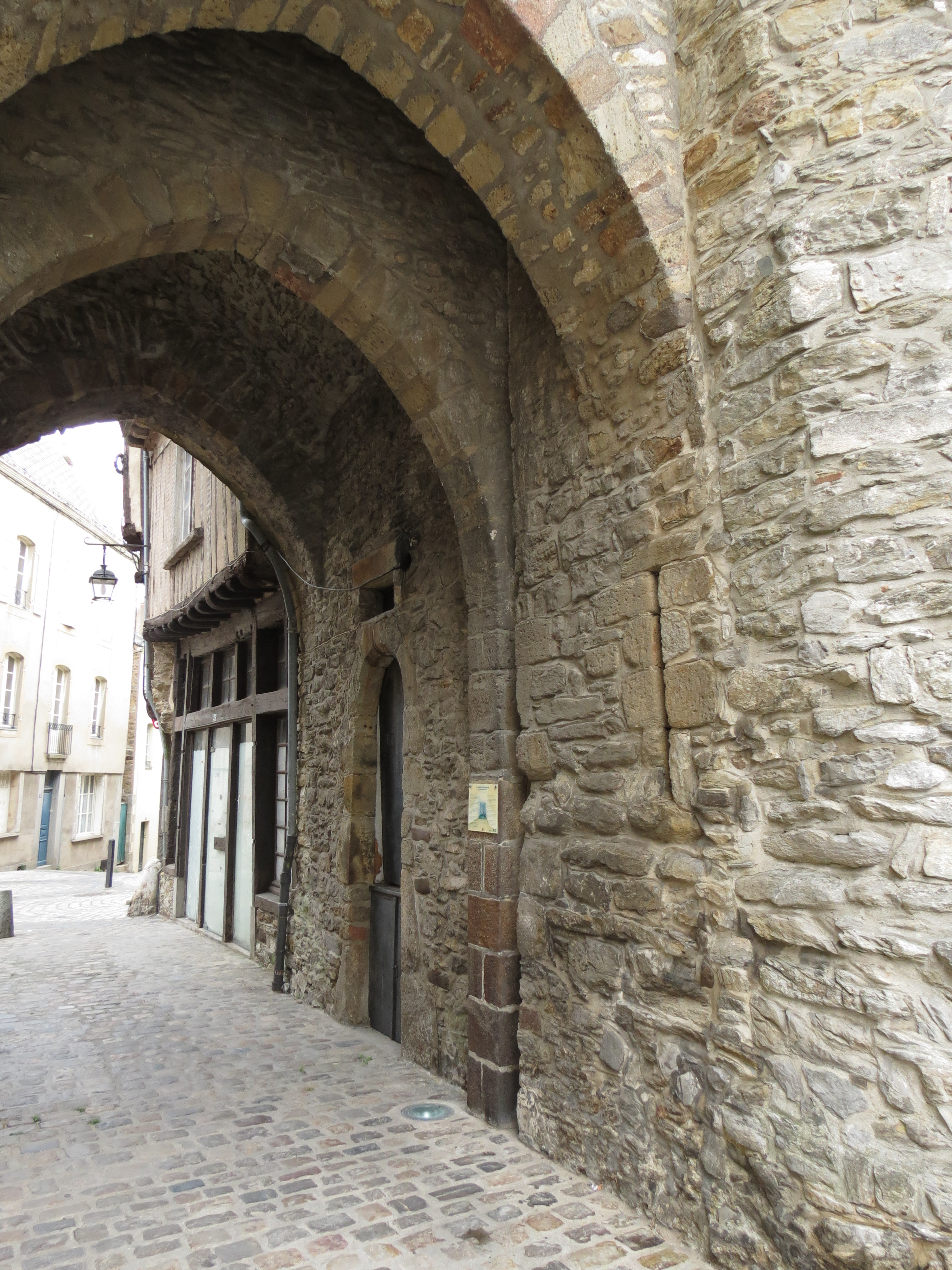
La Porte Beucheresse.
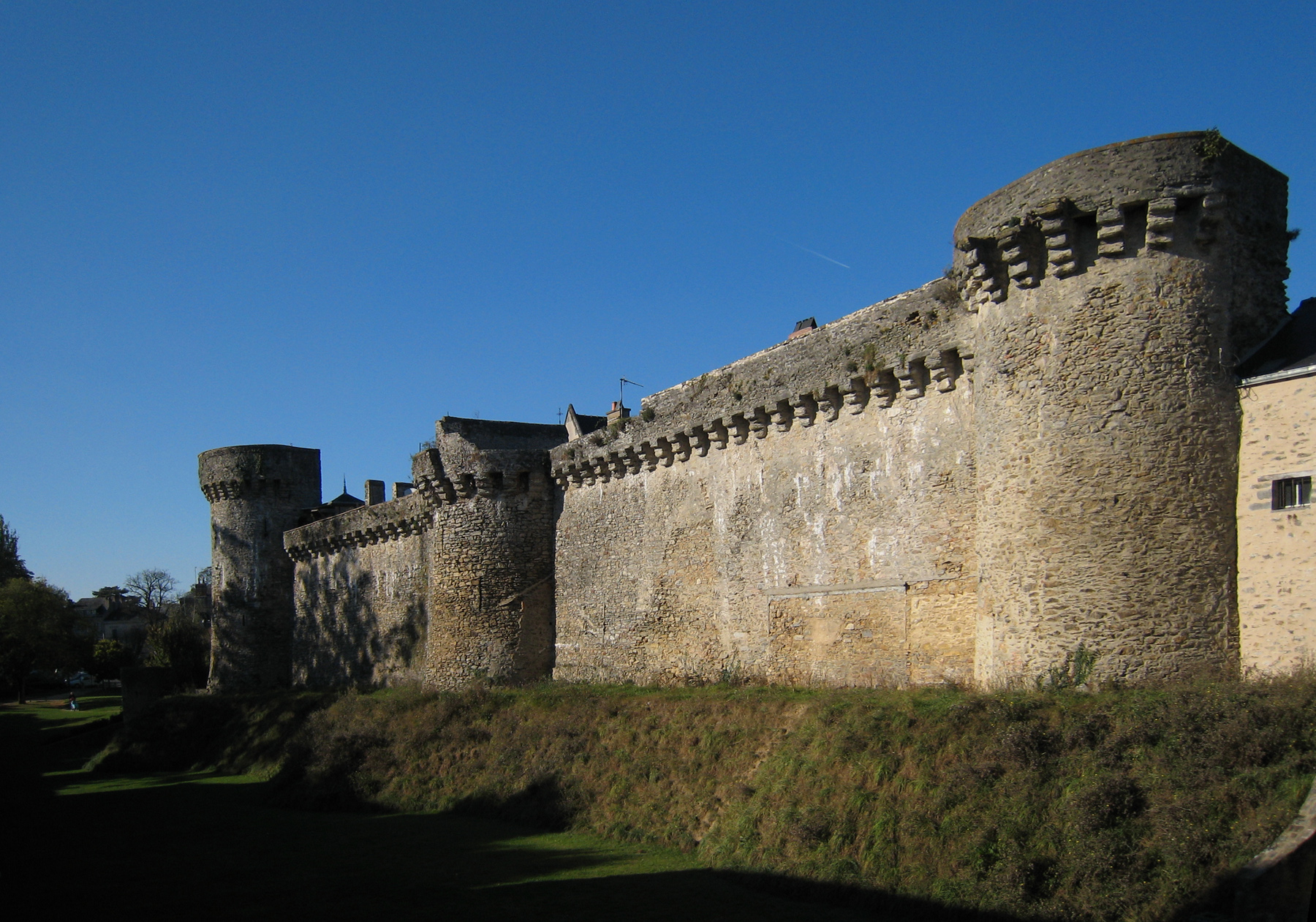
La tour Belot-Oisel et une portion des remparts.
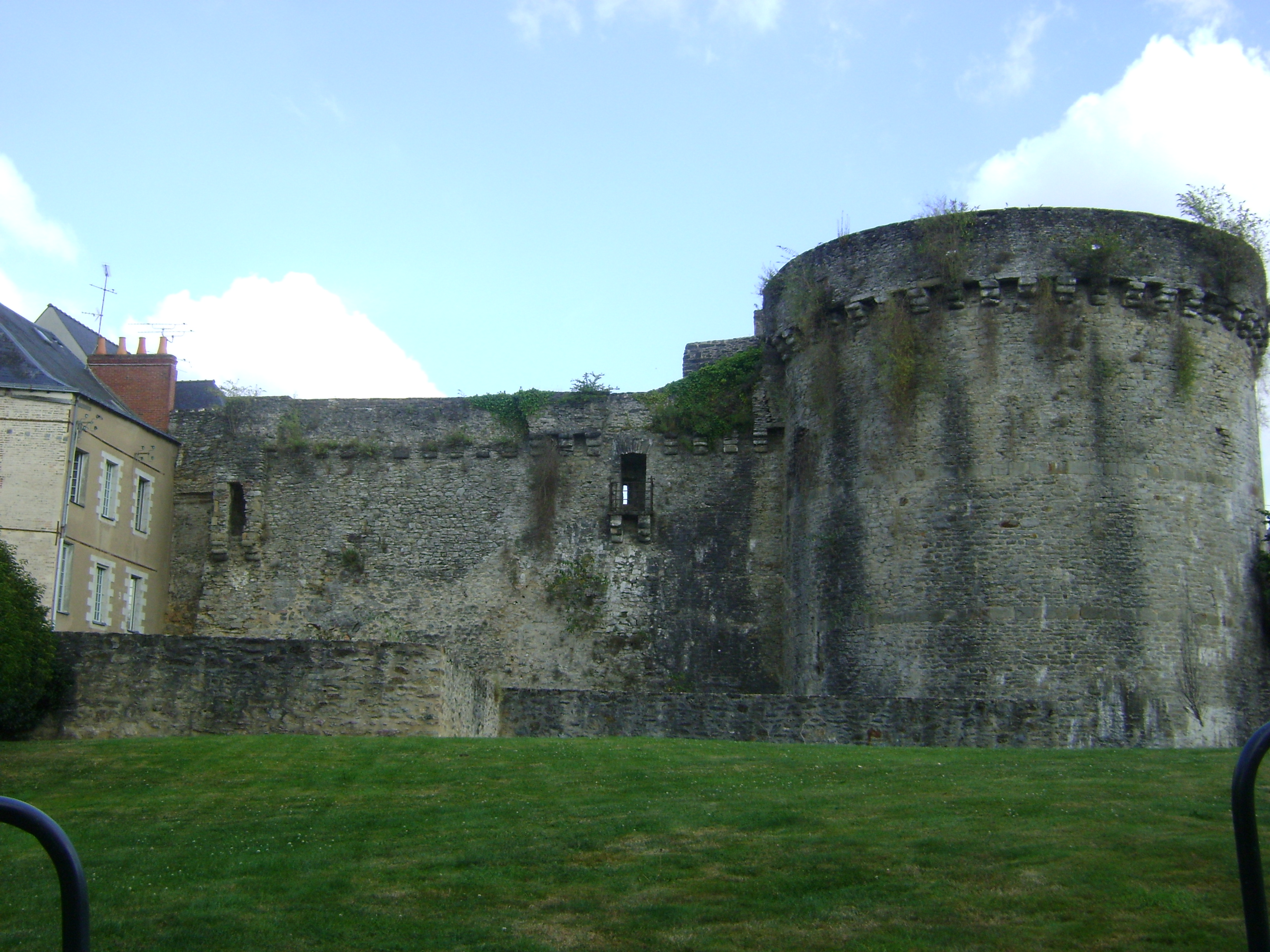
La tour Renaise.

## Portes
| Nom                                             | Localisation                                | Construction | Destruction | Commentaires / origine                                                                                       |
| ----------------------------------------------- | ------------------------------------------- | ------------ | ----------- | --- |
| Porte du Pont-Saint-Julien                      | Pont Vieux                                  | XIIIe        | 1779        | La porte était munie d'un pont-levis.                                                                        |
| Porte Belot-Oisel ou des Éperons                | Rue des Éperons                             | XIIIe        | 1843        | Condamnée vers 1430.                                                                                         |
| Porte Beucheresse                               | Place Hardy-de-Lévaré                       | XIIIe        |             | Seule porte subsistante, classée MH.                                                                         |
| Porte Renaise                                   | Rue Renaise                                 | XVe          | 1783        | La porte doit son nom à sa situation sur la route de Rennes.                                                 |
| Porte de la Chevollière ou du Boulevard         | Rue Souchu-Servinière                       | Avant 1450   | Détruite    | Passage percé dans les remparts nord, complété par des escaliers.                                            |
| Porte de la Poterne                             | Rue du Val-de-Mayenne                       | Avant 1450   | Détruite    | Cette porte permettait de relier le château aux berges. La tour de la Poterne, attenante, a disparu en 1794. |
| Porte Peinte ou Porte Bourdigal                 | Grande rue                                  | Avant 1407   | Détruite    | Cette porte fermait l'accès à la Grande rue juste après le Pont Vieux.                                       |
| Porte Hanardière                                | Rue du Val-de-Mayenne                       | Avant 1407   | Après 1841. | Cette porte se trouvait au pied du château, sur la rue du Val-de-Mayenne.                                    |
| Porte de la Rivière ou Porte du Pont-de-Mayenne | Grande rue                                  | Avant 1450   | XVIIIe      | Cette porte était voisine de la Porte Peinte.                                                                |
| Porte de la Chiffolière                         | Place du 11-Novembre                        | Avant 1450   | XVIIIe      | |
| Porte du Fort-Jeust                             | Place du 11-Novembre                        | Après 1500   | Détruite    | Porte attenante à la tour du Diable.                                                                         |
| Porte des Anges                                 | Carrefour aux Toiles/Rue du Cardinal-Suhard | Après 1500   | 1745        | |
| Porte du Faubourg                               | Carrefour aux Toiles/Rue Souchu-Servinière  | Après 1500   | XVIIIe      | |

## Tours principales
| Nom                | Localisation                 | Construction | Destruction | Commentaires / origine                                                                                   |
| ------------------ | ---------------------------- | ------------ | ----------- | --- |
| Tour Rennaise      | Rue des Fossés               | XVe          |             | Inscrite MH.                                                                                             |
| Tour Belot-Oisel   | Rue des Éperons              | XIIIe        |             | Inscrite MH.                                                                                             |
| Tour Quentin       | Rue du Val-de-Mayenne        |              | Après 1841  | Mitoyenne de la Porte Hanardière.                                                                        |
| Tour de la Poterne | Château Neuf.                |              | 1794        | La tour servait de soubassement à un pavillon de plaisance du XVIe siècle. L'ensemble a disparu en 1794. |
| Tour du Diable     | Place du 11-Novembre         |              | XIXe        | Détruite lors de la construction du Pont-Neuf.                                                           |
| Tour Mauvoisin     | Entrée de la rue des Chevaux |              |             | Détruite                                                                                                 |